# Pat Venditte
Patrick Michael Venditte (né le 30 juin 1985 à Omaha, Nebraska, États-Unis) est un ancien lanceur de lanceur de relève de la Ligue majeure de baseball.
Venditte est l'un des très rares lanceurs de baseball ambidextre. De ce groupe, il est l'un des seuls à être naturellement doué pour lancer autant de la main gauche de la main droite, s'étant entraîné à le faire dès l'enfance. Il lance plus souvent de la gauche, car cela lui confère un avantage sur les frappeurs adverses qui affrontent davantage de lanceurs droitiers, mais change fréquemment de main en cours de match. 
Son arrivée dans les rangs professionnels a incité les ligues mineures de baseball à instaurer en juillet 2008 un nouveau règlement, officieusement appelé « règle Pat Venditte », pour les lanceurs ambidextres, leur imposant de s'en tenir à une manière de lancer, droitier ou gaucher, par passage au bâton, de la même façon qu'un frappeur ambidextre n'est pas autorisé à changer de côté du marbre durant son tour au bâton.
À son premier match avec les Athletics d'Oakland le 5 juin 2015, Pat Venditte n'est que le 6e lanceur ambidextre à apparaître dans un match du baseball majeur, le premier depuis Greg A. Harris en septembre 1995, et le second de l'ère moderne du baseball puisque les quatre premiers jouèrent au XIXe siècle.

## Carrière
Pat Venditte apprend à lancer une balle de baseball des deux mains dès l'enfance et est exercé par son père, Pat Venditte, Sr.. Il utilise un gant de baseball fait sur mesure, avec six doigts dont deux pouces opposés, qu'il est possible d'utiliser dans une main ou l'autre. Venditte utilise un tel gant depuis l'âge de 7 ans, son père ayant placé une commande spéciale à l'équipementier Mizuno, au Japon.

### Ligues mineures

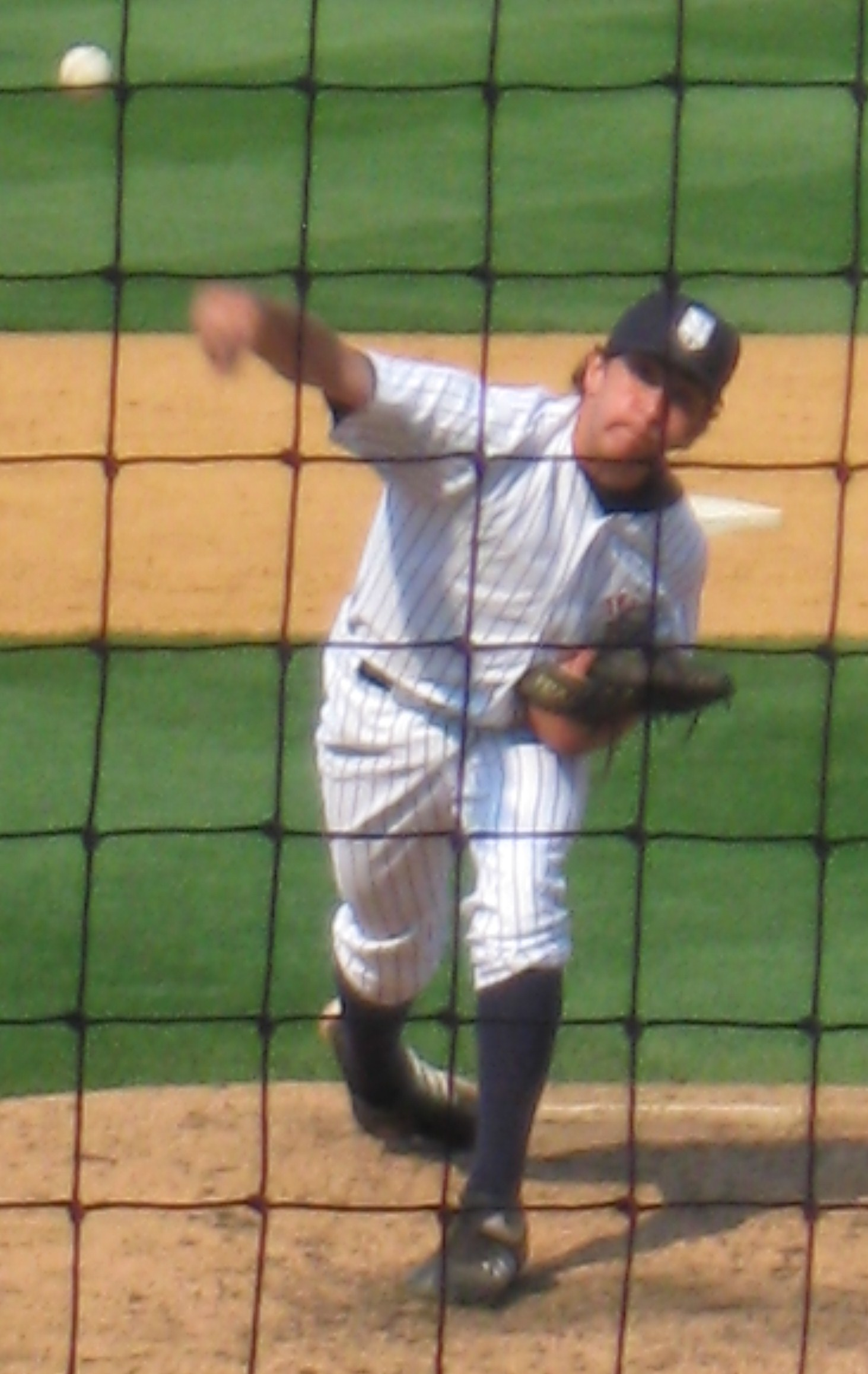
Pat Venditte lançant de la main droite en 2008 dans les ligues mineures pour les Yankees de Staten Island.

Joueur des Bluejays de l'université Creighton, Pat Venditte est repêché à deux reprises par les Yankees de New York : au 45e tour de sélection en 2007, puis au 20e tour en 2008 .
Il joue 7 saisons, de 2008 à 2014, dans les ligues mineures avec des clubs affiliés aux Yankees, sans atteindre les majeures. Il plafonne au niveau Triple-A à partir de 2012. Devenu agent libre, il signe un contrat avec les Athletics d'Oakland en novembre 2014,. Après le camp d'entraînement des A's en 2015, il est assigné au club-école de Nashville dans la Ligue de la côte du Pacifique. Après avoir maintenu une moyenne de points mérités de 1,36 et réussi 33 retrait sur des prises en 33 manches lancées pour Nashville, Venditte obtient à 29 ans son premier appel dans les majeures.

### Athletics d'Oakland
Pat Venditte fait ses débuts dans le baseball majeur avec les Athletics d'Oakland le 6 juin 2015 face aux Red Sox de Boston. Comme lanceur de relève, le joueur de 29 ans traverse les 7e et 8e manches sans accorder de point. Il lance de la gauche contre le premier frappeur qu'il affronte, le droitier Brock Holt, puis affronte comme lanceur droitier Hanley Ramírez, aussi frappeur droitier, qui réussit le seul coup sûr de ce match contre Venditte. À la manche suivante, comme lanceur droitier, il retire sur des prises Blake Swihart, un frappeur ambidextre qui l'affrontait de la gauche.
À sa tardive saison recrue dans les majeures, Venditte lance dans 26 matchs des Athletics et maintient une moyenne de points mérités de 4,40 en 28 manches et deux tiers, avec 23 retrais sur des prises. Il savoure sa première victoire le 30 août 2015 sur les Diamondbacks de l'Arizona et complète l'année avec deux gains et deux revers.

### Blue Jays de Toronto
Le 19 octobre 2015, Pat Venditte quitte les Athletics lorsqu'il est réclamé au ballottage par les Blue Jays de Toronto.